# Ханаанейцы

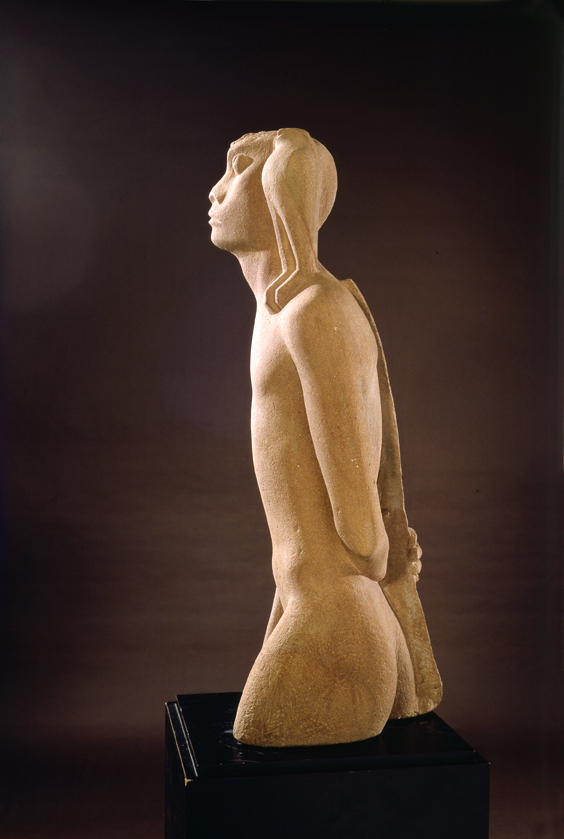
Ицхак Данцигер.
«Нимрод» (1939)

«Ханаанейцы» («младоевреи») — идейно-культурное движение, представители которого пытались установить прямую связь между культурой ханаанеев, народов, живших на земле Израиля во 2-м тысячелетии до н. э., и культурой еврейского народа Израиля XX века с целью создать ново-старую культуру, отвергающую еврейские традиции в диаспоре. Движение было основано в 1939 году и достигло расцвета в 1940-х годах, оказав существенное влияние на политическую мысль, искусство, литературу и интеллектуальную жизнь в Эрец-Исраэль и в государстве Израиль. Название «ханаанейцы» (от названия Ханаан) с долей иронии было присвоено группе Авраамом Шлёнским; изначально группа называлась «Комитет за формирование еврейской молодёжи».

## История движения
Ицхак Коэн, будучи выпускником (в первом выпуске) гимназии «Герцлия» и членом «Ограниченного комитета», спорил с Элиягу Голомбом, аргументируя в пользу национального возрождения под предводительством нового еврейского персонажа, обладающего интеллектом, обновлённым в Израиле и отличающимся от интеллекта евреев диаспоры. Аналогичные идеи высказывались отдельными лицами на протяжении многих лет.
В 1930-х годах Адье Хорон опубликовал в Париже ряд статей, в которых изложил концептуальные основы ханаанейского движения. Его встреча с поэтом Йонатаном Ратошем в 1938 году стала решающей для создания нового движения. Движение появилось в 1941 году под названием «Комитет за формирование еврейской молодежи».
В 1948—1953 годах издавался (хотя и нерегулярно) журнал «Тысяча», отражающий взгляды движения. В 1951 году на Всемирном сионистском конгрессе в Иерусалиме представители движения распространяли листовки против сионизма. Основная конференция «Комитета за формирование еврейской молодежи» состоялась в сентябре 1951 года. Её участники подали запрос об официальном статусе, но министерство внутренних дел намеренно затягивало выдачу разрешения, аргументируя задержку необходимостью завершить полицейское расследование случаев сертификации политических объединений. Газеты того периода оценивали численность движения сотней членов, однако представители самого движения утверждали, что их численность равна пятистам. После ареста Амоса Кейнана по подозрению в том, что он бросил бомбу в дверь министра Давида Цви Пинкаса в июне 1952 года, в прессе поднялась волна протеста против членов ханаанейского движения. Предполагаемые лидеры движения не скрывали своего одобрения серии планируемых операций против сети магазинов «Скриф» и отрицали какую-либо причастность Кенана к теракту, утверждая, что он покинул их ряды в мае 1950 года. Аарон Амир и Йонатан Ратош даже подали иск о клевете от имени «младоевреев» против Исайи Бернштейна, корреспондента газеты «Ха-Цофэ», и Азриэля Карлебаха, корреспондента газеты «Маарив», но эти претензии были отклонены по техническим причинам.
В 1960-х годах представители движения принимали участие в дискуссионной группе под названием «Клуб еврейской мысли» и выпустили брошюру под названием «Первая связка». Среди участников дискуссии были не только представители «ханаанейцев»: например, Рустам Бестуни, израильский араб, член Кнессета второго созыва от партии МАПАМ, и Иешуа Пальмон.

## «Ханаанейцы» и иудаизм

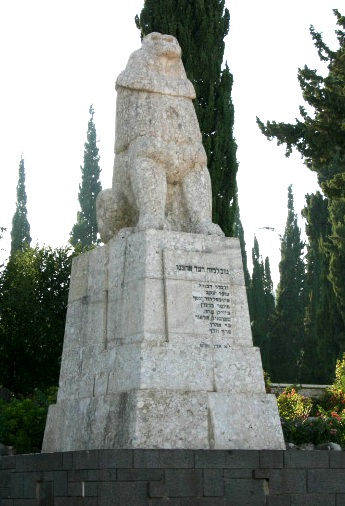
Авраам Мельников.
Памятник «Рычащий лев» (1928—1934)

В 1943 году Йонатан Ратош, один из основателей движения, опубликовал «Обращение к еврейской молодёжи» — первый манифест «ханаанейцев». В этом эссе, адресованном еврейской молодёжи, доминировали призывы выступить против иудаизма и утверждения, основанные на отрицании реальной связи между иудаизмом и молодёжью Эрец-Исраэль. Так, по мнению Йонатана Ратоша, поскольку иудаизм — это не национальность, а религия, то как религия он является универсальным, не имеющим определённой территориальной принадлежности:
Вы можете быть иудеями в любом месте, так же, как вы можете быть везде христианами. Молодёжь должна оставить иудаизм и создать израильскую нацию, имеющую свою собственную идентичность, отделённую от иудаизма. Родина этой нации и её географическое положение — регион Плодородного полумесяца.
Комитет за формирование еврейской молодёжи обращается к вам, евреям. Ваша еврейская родина на самом деле и в буквальном смысле — не ви́дение, не духовный дар в сокровенном смысле и не решение еврейских и мировых вопросов, не решение комплекса личностных проблем. Поскольку язык иврит, действительно и в буквальном смысле, язык культуры и язык ума; единственный язык для выражения чувства и мысли. Ваша душа — это прошлое страны. Все усилия родителей, учителей и духовных наставников не заставили вас полюбить и принять историю еврейской диаспоры, погромы и изгнание мучеников, не помогли уничтожить в вашем сердце отчуждение, естественное для предшественников сионизма в диаспоре, всей древней еврейской литературы на иврите, и каждого, кто жил в еврейской диаспоре, и всех проблем самой еврейской диаспоры. Как и все те, кто возлагает это влияние на ваши плечи, точно одежду Саула — изношенную, залатанную и тесную...Из обращения к еврейской молодёжи
«Ханаанейское» отчуждение от иудаизма сочеталось и с отчуждением от сионизма. Государство Израиль, по утверждению представителей движения, должно быть еврейской страной, а не «решением еврейского вопроса». В Израиле, где после первых волн репатриации создалась новая ситуация, выросло новое поколение, которое считало иврит родным языком, уже не требовалось никакой связи между этим поколением и иудаизмом. Кроме того, отождествление людей с «еврейским народом», по мнению ханаанейцев, являлось «вредным определением, так как, если можно быть евреем в любой точке мира, то государство Израиль всего лишь анекдот в еврейской истории, и не имеет никакого значения в жизни людей. Народ, имеющий общую территорию, язык и религию (иудаизм), по самой своей природе не может соответствовать этому определению».

## «Ханаанейцы» и история
Движение пропагандировало идею о том, что Израиль является древним Ханааном (по мнению некоторых мыслителей, Плодородным полумесяцем и всем Ближним Востоком), где жили древние народы с великолепной общей культурой, и что историческое возрождение народа Израиля на своей земле является возрождением этих древних «еврейских» народов, а их замечательная культура не имеет ничего общего с религиозным «иудаизмом» и является коренной «еврейской», родной.
Поскольку «ханаанейцы» стремились создать новый Израиль «с нуля», они потребовали своего рода всестороннюю историческую амнезию, то есть полное отделение народа в стране от его отношения к иудаизму и истории иудаизма. Тем не менее, в качестве компромисса этому разделению, они высоко ценили культуру Древнего Ближнего Востока и утверждали, что это прошлое, к которому евреи имеют непосредственное отношение. Кроме того, по версии «ханаанейцев», люди, жившие в стране во времена библейских царей, не были евреями, а являлись представителями культуры народов региона. Танах (сформированный на основе критики источников того времени), утверждали они, отражает эту древнюю историю, но только частично, поскольку он был составлен евреями в период Второго Храма, переписавшими и адаптировавшими к своему восприятию историю региона.
Большую часть усилий «ханаанейцы» посвятили исследованию истории Ближнего Востока и культуры населявших его народов. Одним из источников их утверждений стала книга «Богиня Анат: ханаанейские поэмы периода праотцов» автора Моше Давида Кассуто, с переводом на иврит из поэзии Угарита (древнего города в северной Сирии, на территории которого впервые были найдены многие документы, написанные на угаритском языке и имеющие центральное значение для изучения истории региона). Основанные на бесспорной стилистической связи угаритского языка с языком Танаха, «ханаанейские» доказательства нееврейской природы, преобладающей в ранней культуре Эрец-Исраэль, черпали своё вдохновение в «Богине Анат» и других подобных произведениях.

## «Ханаанейцы» и литература
В своей книге «Еврейская литература на иврите» (издательство «Хадар», 1982), Йонатан Ратош пытался исследовать различие между «ивритской литературой» и «иудаистской литературой на иврите». Он утверждал, что произведения «иудаистской» литературы могут быть созданы на любом языке, и такая литература уже написана на разных языках. Идеи, стиль и характер «иудаистской литературы на иврите» принципиально не отличаются от содержания и стиля «иудаистской» литературы на других языках. Ратош и его движение (особенно следует отметить Аарона Амира) утверждали, что ивритская литература должна соответствовать месту, где она была создана, то есть территории Израиля и ивриту. Они дали высокую оценку американской литературе, поскольку она, по их мнению, стала новой литературой для нового народа. Казалось, что в соответствии с «ханаанейской» концепцией можно было создать «ивритскую литературу» двух различных видов — территориальную литературу, в которой Израиль являлся бы значительной и существенной частью, и литературу, язык и стиль которой был бы близок к литературному стилю Танаха и Древнего Ближнего Востока.
Одними из основных инструментов, используемых «ханаанейцами» при написании произведений литературы на иврите, стали изречения и слова из Танаха (особенно уникальные слова, в которых «ханаанейцы» видели нередактируемое «ивритское» библейское наследие) и их объединение в поэтике, близкой по духу к библейской поэтике Угарита (преимущественно  структура повторений и поступлений). Кроме того, «Ханаанейцы» не избегали использования новых слов в иврите, но применяли их с большой осторожностью, чтобы не подвергнуть трансформации сам язык. Вышесказанное нельзя отнести ко всем литературным произведениям, «выпущенным из-под пера» «ханаанейцев», так как выражает лишь основную концепцию движения по отношению к литературе.
Например, трудно понять стихотворение «Идущие во тьме» и душу его автора, Йонатана Ратоша, не зная угаритскую поэзию и не будучи знакомым с понятием «пантеона угаритских божественных сил». В «Идущих во тьме» Ратош писал, в частности:
«Его лук полон стрел,
И гром в его пушках,
Его колесница защищена бронёй
На случай суровой войны.
И крылья истребителя,
И часть сверкающих бомб.
…
Будут дни в подводных лодках
И торжество Израилю,
Торжество для всего народа.
Фиолетовый свет синего края,
Отдых в странах Евфрата».
Здесь можно увидеть сочетание библейской поэтики и новых слов иврита, а также ханаанейский национализм, которому Ратош придавал особое значение.
В стихотворении «Душа» он пишет:
«Жестокий смертный бой
Владыка ведёт много лет.
Из его рук — корона,
Из его рук — сила Анат,
Из его рук — сила мудрости.
Справа от него луч,
Слева от него мучительная смерть».
Персонажи этого стихотворения, вдохновлённого молитвой «Бог, исполненный милосердия», ханаанейские боги: Анат («Богиня охоты и войны»), Баал («Владыка») и Мот («Божество смерти»). Таким образом, Ратош посвятил своего рода молитвенный реквием ханаанейским богам, но не еврейскому Богу. Если принять во внимание то, что часть имён ханаанейских богов была сходна с ивритскими словами (Бог, Справедливость), трудно понять эту поэму без предварительного знакомства с ханаанейской мифологией.
Известный литературовед Барух Курцвайл утверждал, что «ханаанейцы» — это не движение, пришедшее из ниоткуда, а прямое продолжение литературы Михи Йосефа Бердичевского и Шауля Черниховского, в которой (как например, в стихотворениях «Перед статуей Аполлона» и «Видение пророку Астарты» Черниховского) прослеживается отрицание определённой части иудаизма и использование языческих символов. Ханаанейская литература, в соответствии с исследованиями Курцвайла, является воплощением радикализации ханаанейского движения, так как она впитала её основные стили и идеи.

## «Ханаанейское» изобразительное искусство

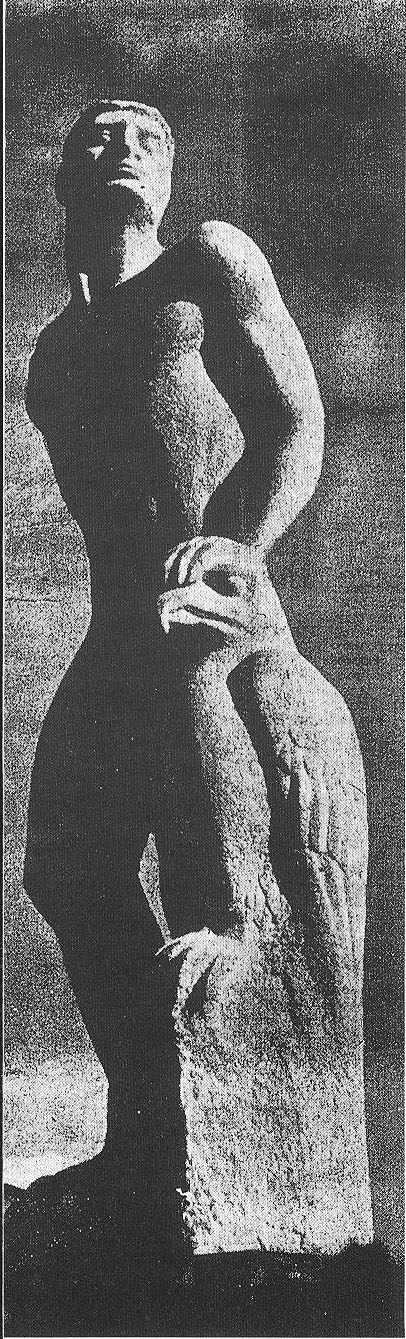
Йехиэль Шеми. «Человек в Араве»

Визуальным выражением ханаанейского искусства явилось использование архаичной формы и стиля, привнесённых под влиянием искусства народов региона Плодородного полумесяца. Эта тенденция в значительной степени отражала интерес к примитивному искусству и скульптуре Европы в начале XX века и предшествовала началу создания «ханаанейской» литературы. Тенденция визуализации примитивизма в Эрец-Исраэль началась сразу же после создания «Бецалель» Борисом Шацем в начале XX века. Такие художники, как Ефраим Моше Лилиен и Зеев Рабан, преподаватели «Бецалель», создавали произведения, сочетая методы европейского искусства и искусства модерна со стилем и методами ближневосточного искусства. Монументальная работа скульптора Авраама Мельникова — «Рычащий лев», стала кульминацией этой тенденции, поскольку при создании образа в ней были использованы источники месопотамского изобразительного искусства.
Один из самых выдающихся художников в ханаанейском искусстве — скульптор Ицхак Данцигер, который вернулся в Израиль в 1938 году после обучения в Англии. Предлагаемое Данцигером новое национальное «ханаанейское» искусство, антиевропейское, полное чувственности и экзотики Востока, отражало взгляды многих членов еврейской общины в Израиле. «Мечта современников поколения, — писал Амос Кейнан после смерти Данцигера, — объединиться в стране и на земле, чтобы создать образ, в частности, с атрибутами того, что находится здесь и у нас, и оставить благодаря этому особый след в истории. Только национализм может предложить  собственный стиль экспрессионистской символической скульптуры, в духе современной британской скульптуры».
Во дворе больницы, принадлежавшей отцу, в 1939 году Данцигер создал художественную студию, в которой работали молодые скульпторы: Биньямин Таммуз, Косо Элул, Йехиэль Шеми, Мордехай Гумпель и другие. Помимо занятий со студийцами, студия Данцигера стала популярным местом для творческих встреч с участием философов, артистов, поэтов, живописцев. В этой студии Данцигер создал свои первые значительные произведения — скульптуры «Нимрод» (1939) и «Шабазия» (1939).
Сразу же после своего создания статуя «Нимрод» стала своеобразным яблоком раздора в культуре Израиля. В своей работе Данцигер воплотил образ Нимрода, библейского охотника, обнажённого и необрезанного, держащего меч, c соколом на плече. Форма скульптуры напоминает примитивные скульптуры ассирийской, древнеегипетской и древнегреческой цивилизаций в сочетании с европейским духом того времени. Скульптурный образ уникально сочетает гомоэротичную языческую красоту и идолопоклонство. Такая комбинация стала центром критики представителей религиозных кругов еврейской общины. Однако, были и другие голоса, требовавшие увидеть в этом образе еврейского молодого человека новой формации. В 1942 году появилась рецензия в газете «Утро»: «Нимрод это не просто статуя, он плоть от нашей плоти, дух нашей духовности. Он символ и памятник. Совокупность менталитета и отваги, монументальности, молодёжного бунта, указывающего на целое поколение … Нимрод будет вечно молодым…».
Презентация статуи, которая состоялась в театре Габима на «Генеральной выставке художников Эрец-Исраэль» в мае 1944 года, подняла дискуссию вокруг движения «ханаанейцев» и связала с ним Данцигера. Движение пыталось установить прямую связь между народами, жившими на земле Израиля во 2-м тысячелетии до нашей эры, и еврейским народом Израиля XX века, в пределах опыта создания ново-старой культуры, а также разорвать связь еврейской диаспоры с традицией. По окончании работы выставки Данцигер рассказывал, что к нему обратился Йонатан Ратош, один из основателей движения, с просьбой о встрече. Критика «Нимрода» и «ханаанейцев» исходила не только со стороны религиозной общественности, протестующей против идолопоклонства, но также со стороны представителей светской культуры, протестующих против отрицания «еврейского» в «еврействе». Таким образом, «Нимрод» оказался в центре спора, который начался намного раньше, чем была создана сама статуя.
Несмотря на то, что в ретроспективе Данцигер не воспринимал статую Нимрода в качестве образца израильской культуры, многие художники отмечали положительные стороны скульптурного искусства ханаанейской группы. В 1970-х годах в израильском искусстве появились скульптурные изображения идолов и символьные изображения, выполненные в традициях примитивизма. Кроме того, влияние этой скульптуры распространилось на изобразительное искусство «Новых горизонтов», многие представители которых создавали «ханаанейскую» скульптуру в начальный период своего творчества.
В 1948 году появилось движение «Новые горизонты» во главе с Иосифом Зарицким, отождествляемое с художественными ценностями европейского модернизма, особенно с абстрактным искусством. Основателями группы стали скульпторы Косо Элул, Моше Стерншус и Дов Фейгин; позже к ним присоединились другие художники. Эти израильские скульптуры воспринимались как меньшинство не только из-за малой численности, но, в основном, из-за доминирующих в то время произведений с чертами метафизической абстрактной символики, не представляющей ценности для искусства.
Гидон Эфрат в своём очерке о группе прослеживает тесную связь между искусством «Новых горизонтов» и искусством хананейской группы. Несмотря на международный акцент работ, многие из них связаны с мифологическими пейзажами Израиля. В декабре 1962 года, например, Косо Элул инициировал Международный симпозиум по искусству скульптуры, который состоялся в Мицпе-Рамон. Это событие стало примером растущего интереса к скульптуре в стране пейзажа (особенно пустынного ландшафта). Пейзаж в то время служил основой для многих памятников и мемориалов. В своём исследовании искусства 1960-х годов Йона Фишер высказал предположение, что интерес к ландшафту и магии пустыни был вызван «не только тоской по романтической природе, но также попыткой связать израильскую культуру с отсутствием цивилизации».

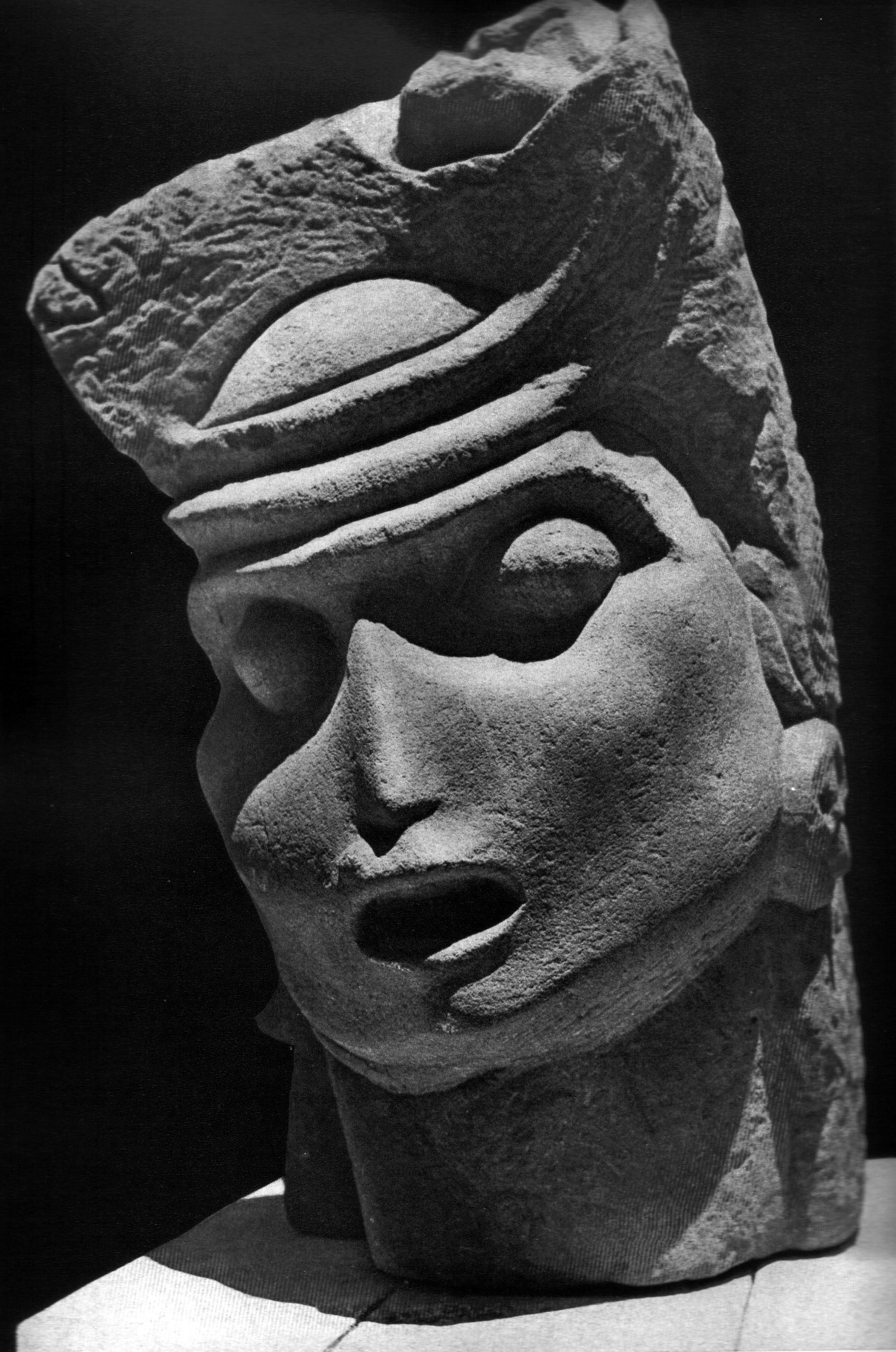
Ицхак Данцигер. «Шабазия» (1939). Коллекция страховой компании «Феникс»
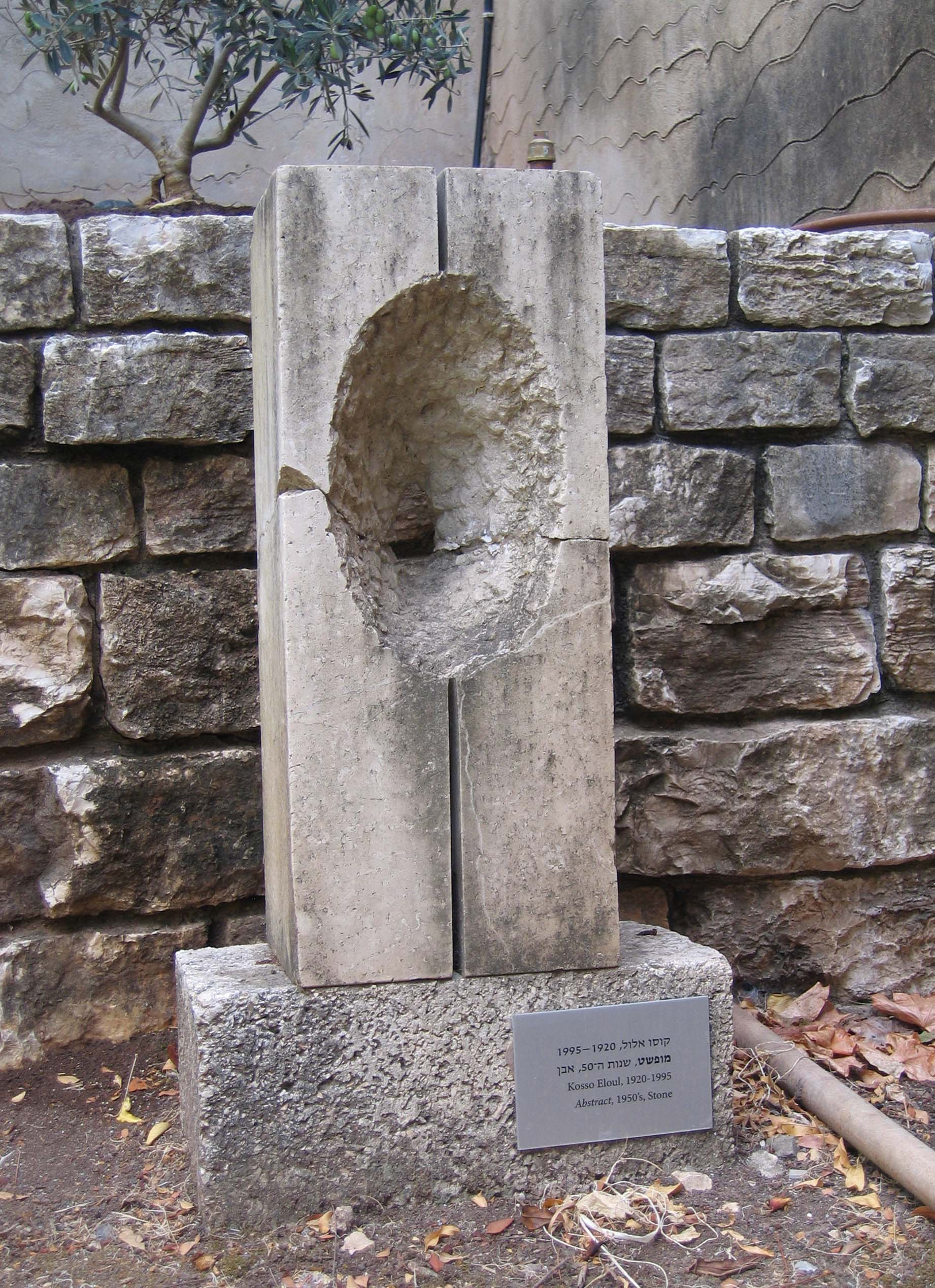
Косо Элул. «Аннотация»
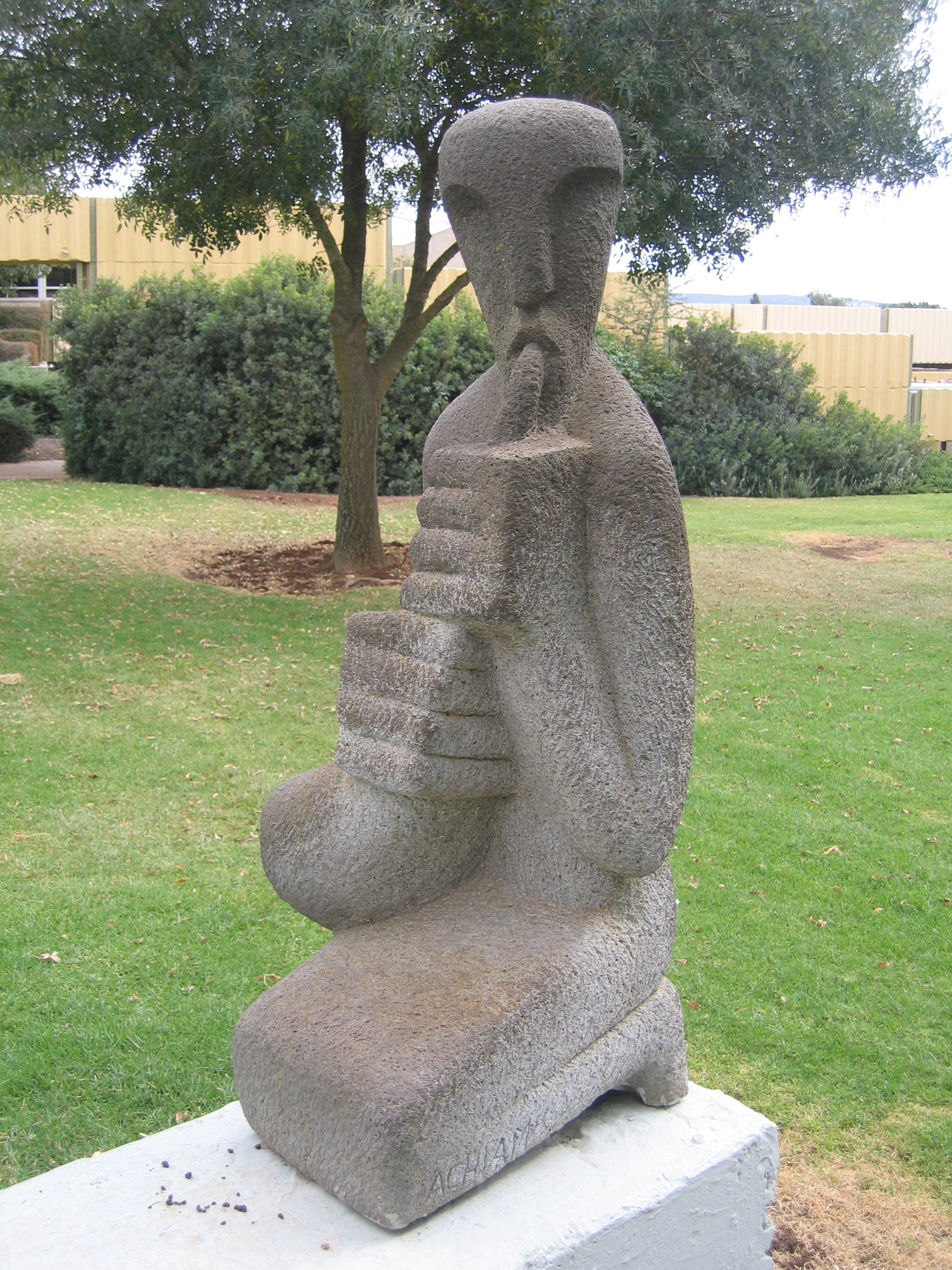
Ахиам. «Играющий...» (1964). Открытый музей Тефен
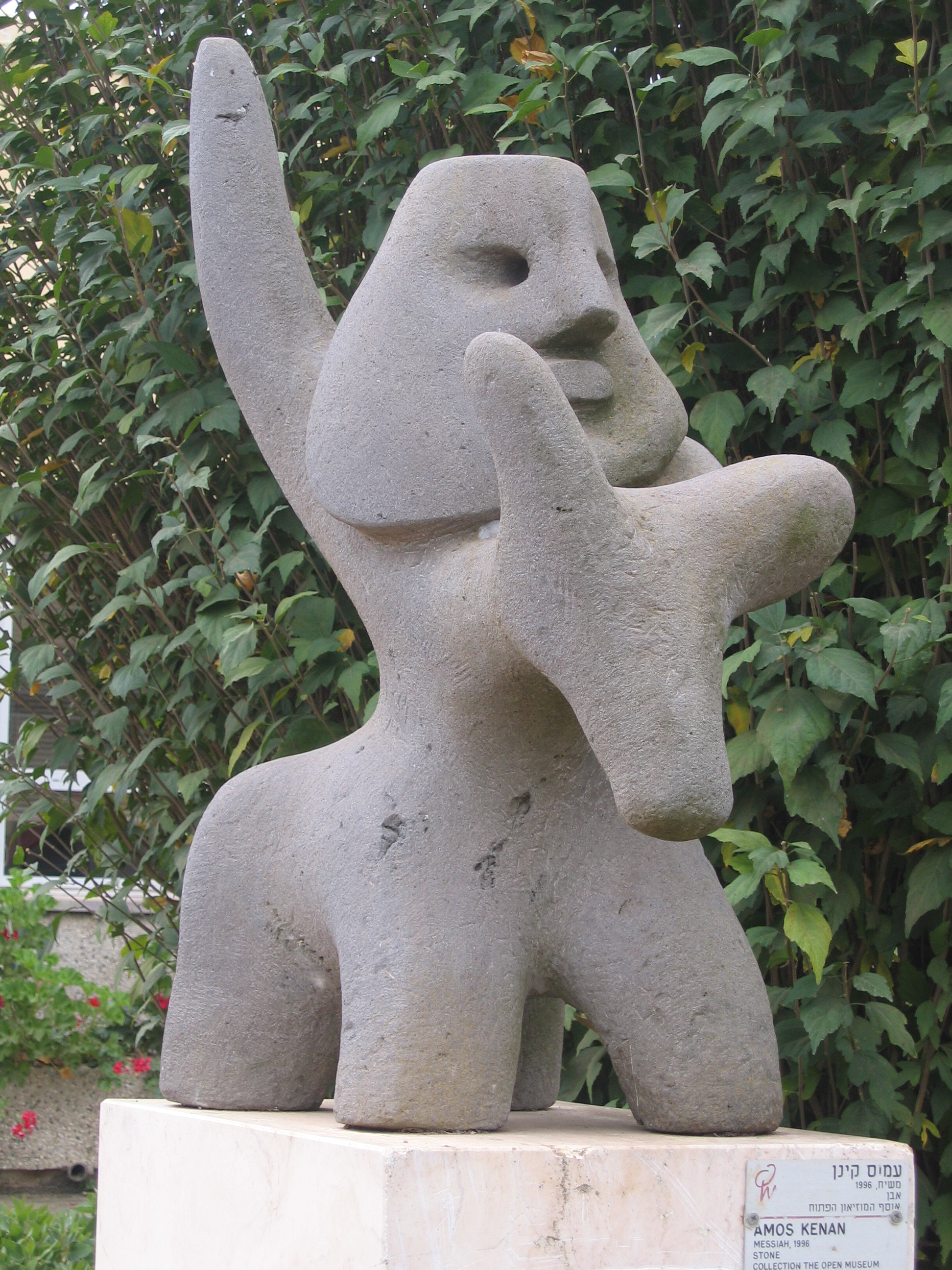
Амос Кейнан. «Мессия» (1966). Открытый музей Тефен

## Влияние
Среди участников движения были поэт Йонатан Ратош, а также философы и писатели, такие как, например, Адье Хорон. В 1965 году Хорон написал серию статей для ежемесячного израильского журнала «Радуга», образовавшегося после исчезновения книги под названием «Предварительное и вечер», опубликованной в 2000 году. Эти статьи содержали политические и культурные манифесты, в которых была сделана попытка связать семитские культуры второго тысячелетия до н. э. и сегодняшнюю израильскую культуру, со ссылкой на прогресс в области археологии и изучения семитских языков. 27 декабря 2007 года журналисту Ури Авнери было отказано в публикации «ханаанейской» статьи в газете «Ха-Арец».
Несмотря на ограниченность политического влияния, влияние «ханаанейцев» на культурную и духовную жизнь было достаточно сильным. Наиболее яркие представители движения: скульптор Ицхак Данцигер, чья работа «Нимрод» стала визуальным символом ханаанейского искусства; писатель Биньямин Таммуз, писатель и публицист Амос Кейнан, писатель и переводчик Аарон Амир, философ и лингвист Узи Орнан (брат Йонатана Ратоша), Элиягу Мегиддо и другие.

## Критика
Ханаанейское движение подвергалось многочисленной критике едва ли не с момента его создания. Уже в 1945 году Натан Альтерман опубликовал стихотворение «Летнее варенье» (стихотворение было включено позднее в сборник «Город голубей», опубликованный в 1958 году), содержание которого было прямо противоположно образцам «ханаанейской» литературы. В этом стихотворении Альтерман осмеял попытки «ханаанейцев» игнорировать тысячелетний опыт еврейской жизни в диаспоре.
Главным аргументом этого стихотворения было то, что невозможно игнорировать годы, проведённые в галуте. Альтерман предложил истории заняться этим, а не пытаться заставлять живущих в стране самостоятельно определять то, что они не в силах определить. Эта идея ясно выражена в лаконичных строках стихотворения:
«Будущая Шуламит одевается в своей комнате,
И не надо смотреть через замочную скважину».
Ратош ответил на это стихотворение спустя пять лет, в 1950 году, в своей статье. Он утверждал, что Альтерман избегает ответов на вопросы, с которыми сталкиваются евреи, населяющие страну. Ратош написал, что возвращение к древней еврейской традиции не только возможно, но и необходимо.
Альтерман был не единственным, кто выступал против «ханаанейцев». Среди наиболее важных была критика Баруха Курцвайла, опубликовавшего в 1953 году эссе «Природа и происхождение движения младоевреев», в котором он проанализировал движение и раскритиковал его. Курцвайл утверждал, что желание «ханаанейцев» продвигать «местные этнические группы» Ближнего Востока, «их планы и собственные национальные политические организации» не так просты, как сами «ханаанейцы» предпочитают это преподносить. В самом деле, Курцвайл утверждает, что «ханаанейцы» подменяют понятия «логотипа» и логики — понятием «мифа», который является почти религиозной иллюзией.
Так как она лишает себя исторической преемственности, вводит неопределённые понятия и выставляет свою политическую программу, объявив еврейской землёй Евфрат и часто приводя иррациональную аргументацию, может ли она в конце концов найти убежище в Королевстве мифа?
Младоевреи не были первыми, кто питал надежды по отношению к мифу. Подлинные обновления пришли сюда поздно. Более сотни лет мир страдает от различных мифов. Различные оправдания мифов привели к настоящему Холокосту человечества. В пользу младоевреев следует признать, что все резервы по восстановлению мифа в европейской мысли для них неприемлемы. Достаточно на данный момент цитаты одной из книг автора Йохана Хейзинги: «Процесс варваризации развивается, если в древних культурах древний миф попирает логику...»Барух Курцвайл
В той же статье Курцвайла отмечалось, что «ханаанейцы» могли (если бы в стране не была найдена другая элита) стать лидерами в политическом движении Израиля. Несмотря на то, что это пророчество в конце концов не исполнилось, ханаанейское влияние присутствует во многих областях еврейской культуры и по сей день.